# 宁德核电站
宁德核电站位于中国福建省宁德市福鼎市太姥山镇备湾村，距市区南约32km，东临东海，北临晴川湾，是中国第一座在海岛上建设的核电站。

## 投资组成
宁德核电站一期的四台百万千瓦级机组工程按2008年计算总投资金额为512亿元人民币，由广东核电投资有限公司、大唐国际发电股份有限公司、福建煤炭工业(集团)有限责任公司共同投资建设。

## 架构
宁德核电站规划建设六台百万千瓦级压水堆核电机组，一期工程拟采用中广核集团具有自主品牌的CPR1000核电第二代加改进技术，建设四台百万千瓦级压水堆核电机组。据报道称，其综合国产化率达到75%。宁德核电站实现中国首台自主开发的百万千瓦级核电站全范围模拟机的投用。
其一期四台机组年发电量预计将达到约三百亿千瓦时，产生的电能主要在福建省内使用，参与华东电力的市场竞争。
据报道，项目采用中国自主创新的数字化控制主控制室设计，除满足发电站本身正常的操作控制功能，还装有经过抗震鉴定的安全级监测系统和后备操作盘。在地震等意外情况下，使用此备用控制手段可确保将机组带到核安全状态。
二期续建的两台机组，拟采用中国自主三代核电技术华龙一号，当前正在开展前期工作。

## 反应堆数据
| 机组    | 型号     | 净功率 | 毛功率 | 热功率 | 始建       | 初次临界   | 并网       | 商转       | 注记        |
| ------- | -------- | ------ | ------ | ------ | ---------- | ---------- | ---------- | ---------- | ----------- |
| 第一期  |          |        |        |        |            |            |            |            |             |
| 1号机组 | CPR-1000 | 1018MW | 1089MW | 2905MW | 2008-02-18 | 2012-11-24 | 2012-12-28 | 2013-04-15 | [ 6 ]       |
| 2号机组 | CPR-1000 | 1018MW | 1089MW | 2905MW | 2008-11-12 | 2013-12-20 | 2014-01-04 | 2014-05-04 | [ 7 ]       |
| 3号机组 | CPR-1000 | 1018MW | 1089MW | 2905MW | 2010-01-08 | 2015-03-08 | 2015-03-21 | 2015-06-10 | [ 8 ] [ 9 ] |
| 4号机组 | CPR-1000 | 1018MW | 1089MW | 2905MW | 2010-09-29 | 2016-03-16 | 2016-03-29 | 2016-07-21 | [ 10 ]      |
| 第二期  |          |        |        |        |            |            |            |            |             |
| 5号机组 | 華龍一號 |        |        |        |            |            |            |            |             |
| 6号机组 | 華龍一號 |        |        |        |            |            |            |            |             |

## 历史
2005年，宁德核电站前期建设工作筹备开始。2006年9月1日，国家发展改革委员会批准宁德核电站一期工程开展前期工作。宁德核电站主体工程于2008年2月18日正式开工，规划建设6台百万千瓦级压水堆核电机组。
2010年12月28日，福建宁德核电站工程技术人员在使用中国首台自主研发的核电站全范围模拟机。有报道说，宁德核电站的总投资为512亿元，是当时福建省“迄今为止”最大的能源投资项目，也是《国家核电中长期发展规划（2005—2020年）》的项目之一。
2012年5月，四号机组核岛穹顶吊装，一期工程4台机组基本完工。
2013年4月15日，一号机组完成168小时试运行考核，具备商运条件。
2014年5月4日，二号机组完成168小时试运行考核，具备商运条件。
2016年7月21日，四号机组投产，一期项目四台机组总装机容量达到435.6万千瓦，年发电量可达300亿千瓦时。
2016年8月30日，电站工作人员在对4号机组执行常规操作过程中，误开启了一个排气阀，造成短时违反技术规范要求。工作人员发现后立即关闭阀门，恢复正常状态。事件发生后，宁德公司及时报告了国家核安全局。根据国际原子能机构的国际核事件分级表，本次事件于9月9日确定为1级运行事件（非等级核电站运行事件）。本次事件没有对宁德核电站的安全运行、员工健康、周边公众和环境构成任何影响。
2019年10月，宁德核电厂2号机组第四次换料大修后反应堆首次临界前核安全检查。
2020年6月20日，宁德核电厂1号机组运行人员在试验时执行了程序外的操作，导致乏燃料水池冷却不满足运行技术规范要求的运行事件。本次事件没有对机组运行产生明显影响，亦未对人员和环境造成影响。根据《国际核与辐射事件分级手册》，本次运行事件界定为0级事件。

## 参阅
- CPR-1000
- 華龍一號